# Маскаро, Жоан
Жоа́н Маскаро́-и-Форне́с (кат. Joan Mascaró i Fornés, 8 декабря 1897, Санта-Маргарита — 19 марта 1987, Comberton, Кембриджшир) — испанский филолог и философ. Автор одного из самых популярных английских переводов индуистского текста «Бхагавадгита». Также перевёл некоторые из Упанишад и ключевой буддистский текст Дхаммапада (1973). Работы Маскаро являются базой для изучения индийской философии в высших учебных заведениях англоязычных стран.

## Биография
Родился на Мальорке (Испания), в крестьянской семье, его родным языком был каталонский. Его интерес к религии проснулся в 13 лет, когда он изучил книгу по оккультизму. Найдя её слишком запутанной, он взялся за старый английский перевод Бхагавад Гиты. Это вдохновило его изучать санскрит, чтобы лучшее понять текст, поскольку доступный перевод был весьма плох.
Он изучал современные и восточные языки в Кембриджском университете и провёл некоторое время, читая лекции по испанскому мистицизму. Затем отправился на Цейлон, где был проректором колледжа Парамешвара в Джаффне. Позже — профессор английского языка в университете Барселоны. Он обосновался в Англии после испанской гражданской войны и там сделал свои переводы Бхагавада Гиты и Упанишад. Он также вернулся в Кембриджский университет, где стал методистом английского языка и читал лекции по «Литературным и духовным ценностям в официальной версии Библии».
Женился на Кэтлин Эллис в 1951 году и имел близнецов: сына и дочь. Он использовал испанское имя Хуан (Juan), потому что его каталонское имя Жоан (Joan) латиницей пишется так же, как и английское женское имя Джоан.
В 1967 году Маскаро был среди гостей передачи Дэвида Фроста о медитации с Джорджем Харрисоном и Джоном Ленноном. Позже Маскаро отправил Харрисону письмо со своей работой «Lamps Of Fire», особо отметив главу 47 из книги «Канон Пути и его Благой Силы», предложив написать музыку по его мотивам. Таким образом Жоана Маскаро способствовал тому, что основоположник даосизма Лао-цзы стал соавтором знаменитой четвёрки.
Маскаро вёл обширную переписку, среди его адресатов были Харрисон, Д. Алонсо, Х. Гильен, С. де Мадарьяга, Л. Сернуда, Р. Паниккар.
Умер в 1987 году в Комбертоне, Кембридж.

## Научная карьера
В 1929 году Маскаро получил звание бакалавра искусств по английской литературе и классическим восточным языкам в Даунинг-колледже, а в 1933 году — магистра искусств в Кембридже. Маскаро был удостоен звания почётного доктора Университета Балеарских островов в 1983 году.